# Lamprotornis chloropterus
El estornino de Swainson o estornino brillante de orejas azules chico (Lamprotornis chloropterus) es una especie de ave paseriforme de la familia Sturnidae encontrada en gran parte del África subsahariana.

## Taxonomía
Fue descrito científicamente por el naturalista inglés William Swainson en 1838 como Lamprotornis chloropterus. El término Lamprotornis deriva de las palabras griegas «λαμπροτης, lamprotēs, λαμπρος, lampros» que significa espléndido o brillante y «όρνις, ornis» para pájaro. El término chloropterus se compone de las palabras latinas chlorum que significa verde y optera alas. 
La subespecie L. c. elizabeth, que vive en el sureste de África, es considerada una especie distinta por algunas autoridades taxonómicas.

## Descripción
Es un estornino relativamente pequeño, mide 18 cm de longitud en promedio y pesa entre 63 y 86 gramos. La especie es difícil de distinguir del estornino colibronceado y del estornino orejiazul. Es predominantemente de color azul verdoso con un brillo metálico. Tiene un antifaz oscuro alrededor de los ojos con el iris de color naranja o amarillo.

## Distribución
Su área de distribución se extiende en gran parte de África subsahariana tropical, dividida dos en subespecies L. c. chloropterus y L. c. elisabeth.
La subespecie nominal L. c. chloropterus se extiende por una amplia banda desde Senegal, Gambia, Guinea y el norte de Sierra Leona a través del sur de Malí, el norte de Costa de Marfil, Burkina Faso, Ghana, Togo, Benín, el norte de Camerún, el sur de Chad, la República Centroafricana, Sudán del Sur, el sur de Sudán, el extremo noreste de la República Democrática del Congo,  Uganda hasta el oeste de Kenia, y tiene una distribución más regional en Eritrea y Etiopía.
La distribución de L. c. elisabeth es predominantemente en el sureste y el centro de África austral, en el sur de Kenia, Tanzania, Zambia, Zimbabue y en las regiones del Zambeze, Kavango Oriental y en el llamado Caprivi o franja de Caprivi en el noreste de Namibia. En algunas partes su área de distribución se superpone con las del estornino orejiazul (Lamprotornis chalybaeus), pero en general el primero vive un poco más al sur.

## Hábitat
Es considerada una especie residente y vive principalmente en sabanas ligeramente arboladas, matorrales y tierras de cultivo en el norte de las zonas tropicales. Fuera de la temporada de reproducción suele migrar a bosques caducifolios al sur de su rango de distribución, especialmente a áreas con árboles del género Brachystegia. Vive en zonas desde el nivel del mar hasta a los 1700 metros de altitud (Malawi). Es encontrado principalmente en parejas durante la temporada de reproducción, aunque por lo general se agrupan en pequeñas bandadas de 10 a 20 individuos y ocasionalmente en grupos con hasta 1200 ejemplares. Las bandadas suelen incluir varias especies de estorninos, como el estornino orejiazul (Lamprotornis chalybaeus), el estornino purpúreo (Lamprotornis purpureus) o el estornino amatista (Cinnyricinclus leucogaster).